# Institut national d'horticulture et de paysage
Pour les articles homonymes, voir INH.
L'Institut national d'horticulture et de paysage (INH, aussi appelé INHP) est une école d'ingénieur fondée en 1998. Elle est située sur le Campus de Belle-Beille à Angers. En 2008, elle a rejoint l'école agronomique de Rennes pour former Agrocampus Ouest, qui est devenu l'Institut Agro Rennes-Angers en 2020, faisant partie intégrante de l'Institut Agro, au même titre que l'école de Montpellier et l'école de Dijon. 
L'INH est le seul établissement public d'enseignement supérieur agronomique spécialisé dans la formation d'ingénieurs en horticulture et en paysage.

## Historique

### École nationale d'ingénieurs des travaux agricoles spécialisé en paysage (1971)
Le projet de créer une grande école d'horticulture et de paysage est mené dans les années 1960 par Edgard Pisani, alors qu'il est ministre de l'agriculture. La construction du site au sein du campus universitaire de Belle-Beille débute en 1969. Le bâtiment principal est l’œuvre de l'architecte angevin Yves Moignet. 
Créée en 1971, les locaux accueillent l'école nationale d'ingénieurs des travaux agricoles (Option horticulture) (EnitaH). La première promotion fait son entrée lors de l'année scolaire 1971-1972.
La dénomination ENITH, pour École nationale d'ingénieurs des techniques horticoles, a aussi été utilisé pour désigner l'école durant cette période,.
En 1989 (ou en 1991 selon les sources), l'EnitaH devient l'ENITHP, entre autres pour souligner la présence de la spécialisation paysage.

### Institut national d'horticulture et de paysage (1998)
En 1995, l'École nationale supérieure d'horticulture (ENSH), fondée en 1874, est délocalisé de Versailles à Angers.
Les deux institutions sont regroupées le 1er janvier 1998 pour former l'Institut national d'horticulture et de paysage. 
L'INH est lui-même constitué de deux écoles,:
- l'ENIHP : École Nationale d’Ingénieurs de l’Horticulture et du Paysage. (cursus en 5 ans postbac).
- l'ENSHAP : École Nationale Supérieure d’Horticulture et d’Aménagement du Paysage. (cursus en 3 ans après un bac+2).

### D'Agrocampus Ouest à l'Institut agro Rennes-Angers (2008-2020)
Le 1er juillet 2008, l’École nationale supérieure des sciences agronomiques de Rennes et l'Institut national d'horticulture et de paysage d'Angers fusionnent pour donner naissance à l'Institut supérieur des sciences agronomiques, agroalimentaires, horticoles et du paysage (Agrocampus Ouest),. Par décret, le centre de formation recherche d'Angers est désormais dénommé « Agrocampus Ouest ». Le siège de la direction scientifique de l'établissement est situé sur le campus d'Angers.

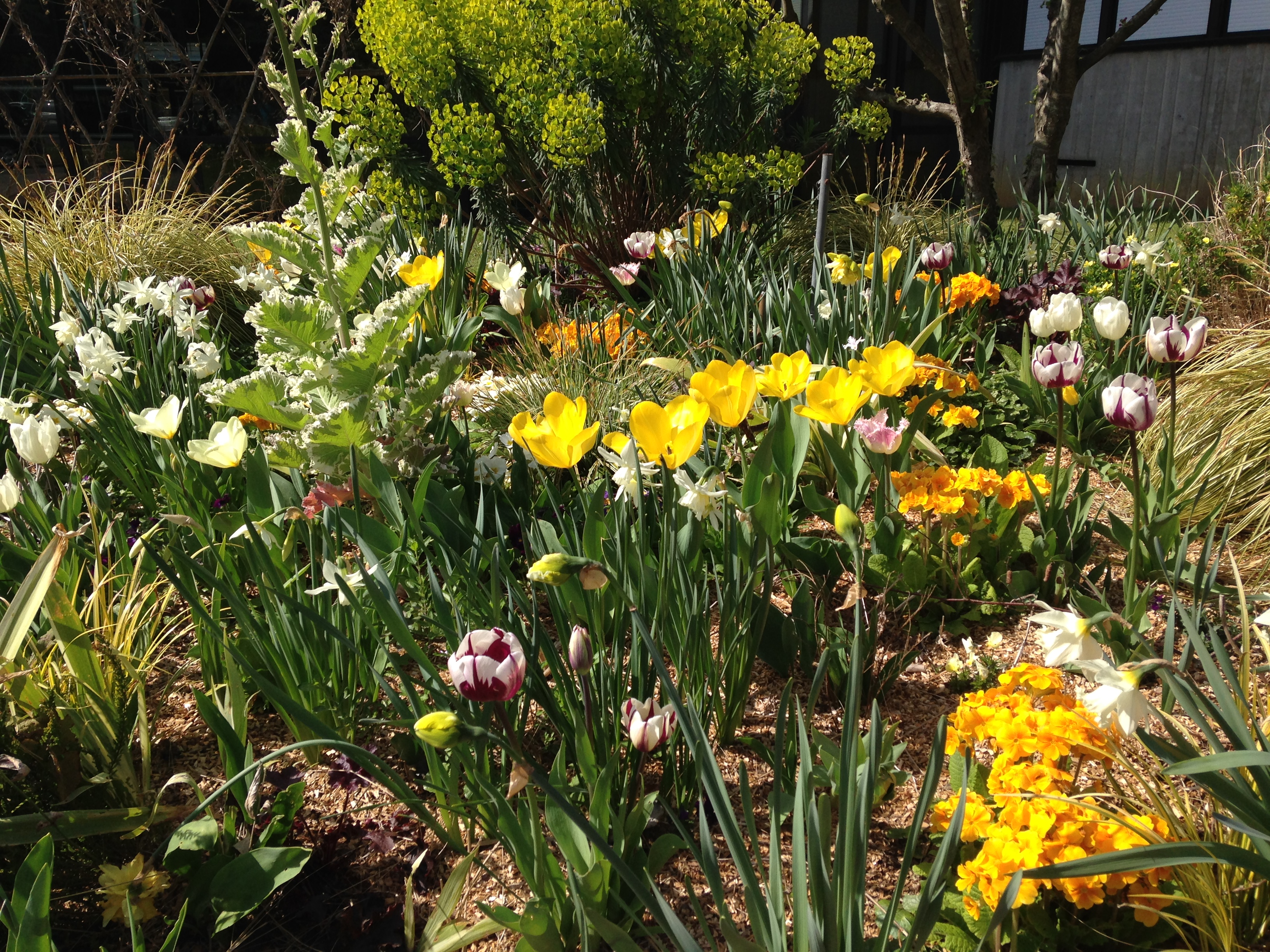
Aménagement végétal

Le 1er janvier 2020, le site Agrocampus Ouest devient Institut agro Rennes-Angers tout en intégrant l'Institut Agro , au même titre que l'école de Montpellier et l'école de Dijon.

## Enseignement et recherche

### Thèmes de recherche: végétal et paysages
Au sein de Végépolys, l'établissement développe une recherche de haut niveau scientifique en liaison avec l'INRAE sur des thématiques du végétal : écophysiologie du développement de la plante et système de production, ressources génétiques et amélioration des plantes, protection des plantes, physiologie de la semence, économie des filières horticoles ou encore sur formes dans les paysages.

### Diplômes d'ingénieur
Au sein de l'Institut agro Rennes-Angers, le site accueille la formation d'ingénieurs. L'école d'Angers délivre le diplôme d'ingénieur dans deux spécialités : ingénieur en horticulture et ingénieur en paysage. Les deux autres diplômes, ingénieur agronome et ingénieur en agroalimentaire, sont proposés à Rennes.
En réponse à la demande du monde professionnel et pour permettre à chaque étudiant d’exprimer son potentiel, il est aussi possible d’obtenir le diplôme d’ingénieur en horticulture et d'ingénieur en paysage par la voie de l’apprentissage.
Des doubles diplômes en France et à l'étranger sont proposés aux étudiants. Développant ainsi les relations avec des universités étrangères spécialisées en horticulture et paysage, notamment avec l'Allemagne (HSWT (de)), le Brésil (UNESP) et la Tunisie (INAT).

## Vie associative
Tous les deux ans, et ce depuis plus de quarante ans, les étudiants de l'établissement organisent l'Expo Flo au sein de l'association Exposition Florale.